# أناكوندا (فلم)
اناكوندا هو فيلم انتج عام 1997هو فيلم رعب، من إخراج لويس يوسا، وبطولة جنيفر لوبيز ، آيس كيوب، جون فويت، أوين ويلسون، وإريك ستولتز. تدور القصة حول طاقم لناشيونال جيوغرافيك الذين يبحث عن قبيلة في الامازن ولكن يتعرضون للخطف من قبل صياد الذي يبحث عن اناكوندا وحقق الفيلم نجاح تجاري ولكمن انتقد من النقاد

## وصلات خارجية
- اناكوندا على موقع IMDb (الإنجليزية)
- اناكوندا على موقع ميتاكريتيك (الإنجليزية)
- اناكوندا على موقع روتن توميتوز (الإنجليزية)
- اناكوندا على موقع نتفليكس (الإنجليزية)
- اناكوندا على موقع قاعدة بيانات الأفلام العربية
- اناكوندا على موقع ألو سيني (الفرنسية)
- اناكوندا على موقع Turner Classic Movies (الإنجليزية)
- اناكوندا على موقع أول موفي (الإنجليزية)
- اناكوندا على موقع بوكس أوفيس موجو (الإنجليزية)
- اناكوندا على موقع فيلمافينيتي (الإسبانية)

1. 1 2 3 4  وصلة مرجع: http://www.imdb.com/title/tt0118615/. الوصول: 9 يوليو 2016.
2. 1 2 3 4 5 6  وصلة مرجع: http://www.metacritic.com/movie/anaconda. الوصول: 9 يوليو 2016.
3. 1 2 3 4 5 6 7  وصلة مرجع: http://www.filmaffinity.com/en/film381051.html. الوصول: 9 يوليو 2016.
4. ↑  "قاعدة بيانات الأفلام على الإنترنت" (بالإنجليزية). Retrieved 2017-04-14.{{استشهاد ويب}}:  صيانة الاستشهاد: لغة غير مدعومة (link)
5. 1 2 3 4  وصلة مرجع: http://stopklatka.pl/film/anakonda. الوصول: 9 يوليو 2016.
6. 1 2 3 4 5  وصلة مرجع: http://www.allocine.fr/film/fichefilm_gen_cfilm=11511.html. الوصول: 9 يوليو 2016.
7. 1 2 3 4 5 6 7 8 9  وصلة مرجع: http://www.imdb.com/title/tt0118615/fullcredits. الوصول: 9 يوليو 2016.
8. ↑  مذكور في: تفريغات بيانات Freebase. الناشر: جوجل.